# غورنيي (خاباروفسك كراي)
غورنيي (بالروسية: Горный) هي مدينة في مقاطعة خاباروفسك كراي في روسيا. يبلغ عدد سكانها حوالي 1701 نسمة.